# Лохми
Лохми (грч. Λόχμη) је насељено место у општини Гребен у периферији Западна Македонија, Грчка. Према попису из 2021. године било је 20 становника.
Према бугарском географу и историчару, Василу Канчову, у Лохмију је 1900. године живело 100 Грка. Село се раније звало Вич.